# ثاندر بی
ثاندر بِی (به انگلیسی: Thunder Bay) یک شهر در کانادا است که در بخش ثاندر بی واقع شده‌است. طبق سرشماری سال ۲۰۱۶ کانادا این شهر پرجمعیت ترین شهر در بخش انتاریو شمال باختری با جمعیتی بالغ بر 107,909 و همچنین بعنوان دومین شهر پرجمعیت در بخش انتاریوی شمالی بعد از سادبری بزرگ می باشد.

## خصوصیات
ثاندر بی ۴۴۷٫۵ کیلومترمربع مساحت و ۱۰۸٬۳۵۹ نفر جمعیت دارد و ۱۹۹ متر بالاتر از سطح دریا واقع شده‌است.

## خواهرخوانده
شهر کیلانگ خواهرخواندهٔ ثاندر بی هست.

## نگارخانه

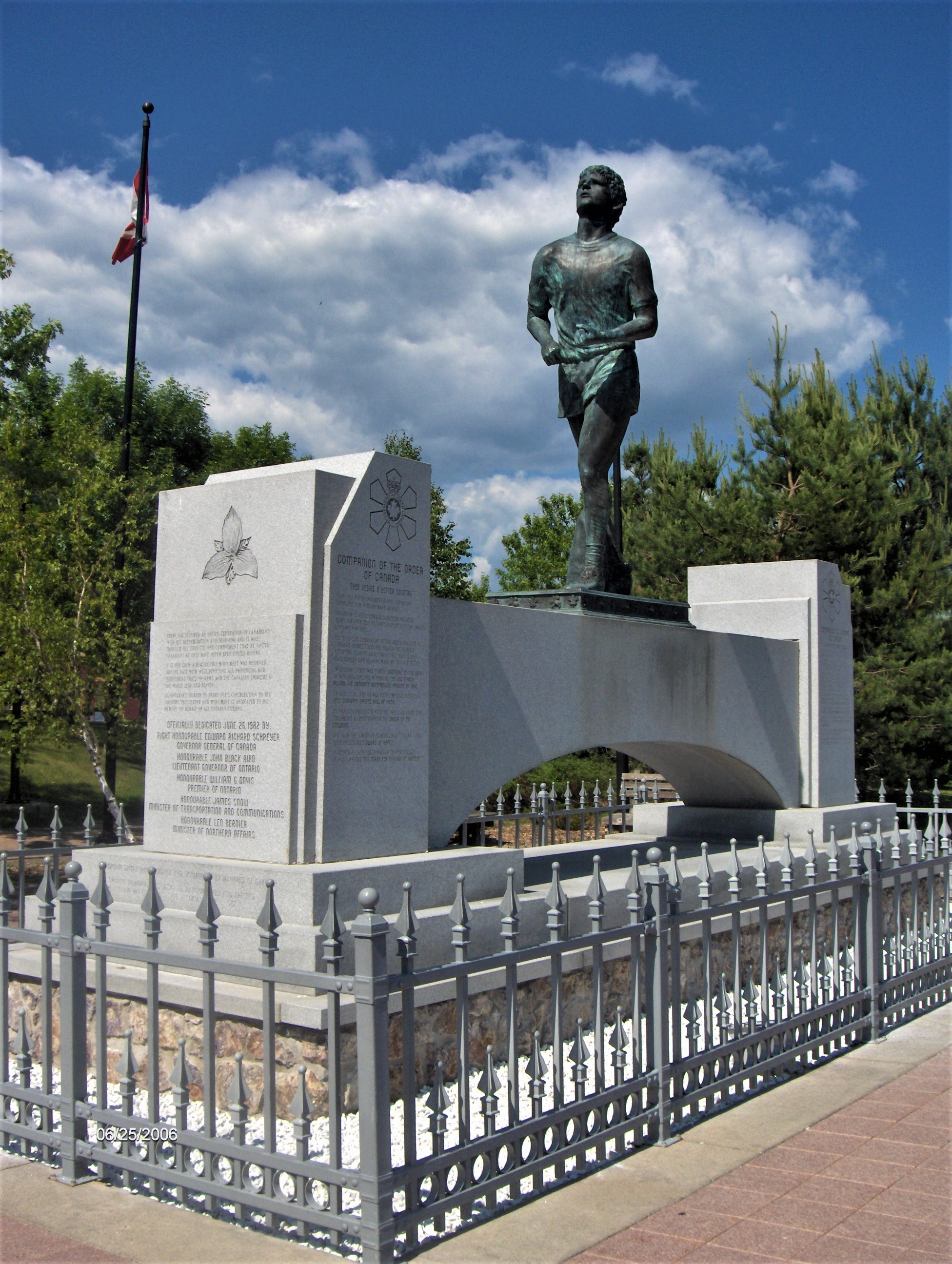
بنای یادبود تری فاکس در شهر ثاندر بی